# バルドゥフォス空軍基地
バルドゥフォス空軍基地（ブークモール：Bardufoss flystasjon）は、ノルウェー王国トロムス県マーセルヴ市バルドゥフォスに所在するノルウェー空軍の飛行場。ノルウェー沿岸警備隊用のリンクスMK 86汎用ヘリコプターを運用する第337飛行隊が配置され、王立飛行訓練学校も置かれている。
新型機NH90汎用ヘリコプターの調達が進められており、運用可能なように第334飛行隊が現在再編中である。この機体はノルウェー海軍のフリチョフ・ナンセン級フリゲートに搭載され、基地には指揮所と整備施設のみ保持する。
飛行場は民間共用が進められバルドゥフォス空港として定期便が就航している。定期便についてはノルウェー・エアシャトルがボーイング737旅客機でオスロ空港行き毎日3便を運行している。この他にノルウェー航空学校（NAC、en:Norwegian Aviation College）が敷地内にあり、バルドゥフォス飛行クラブや落下傘クラブもある。

## 歴史
1938年3月26日、飛行場に初着陸した飛行機はデ・ハビランド DH.82 タイガー・モスで、ノルウェーで運用中の飛行場では最も古い部類の一つであった。
第二次世界大戦中、1940年4月から6月までのノルウェーの戦いではイギリス空軍の第263飛行隊（グロスター グラディエーター戦闘機を装備）と第46飛行隊（ホーカー ハリケーン戦闘機を装備）はナルヴィク湾正面でドイツ空軍機を拒否させるために不可欠な活躍を示した。
連合国軍のノルウェー撤退後はドイツ軍にとって占領され、大部分はムルマンスク行き輸送船団を攻撃する爆撃機や偵察機の基地として使用される。
バルドゥフォス基地で活動した戦闘機の中には海軍支援に従事した任務もあったが、戦艦「ティルピッツ」の撃沈を阻止することはできなかった。ドイツ空軍のエースパイロットのハインリヒ・エールラーには死刑宣告がなされるも実行されず、ドイツ転属後にB-24爆撃機に体当たりし戦死した。
戦後、第337飛行隊が1983年に移転するまでの間に、第339飛行隊は1964年にバルドゥフォス基地に移転している。1964年、第337飛行隊にはベル412SP汎用ヘリコプターが配備され、1983年にリンクスMk86汎用ヘリコプターが配備されている。第337飛行隊は沿岸警備隊船艇用の搭載機を運用することにあった。第339飛行隊はベル412SP汎用ヘリコプターを装備し主にノルウェー陸軍の支援に使用されている。
イギリス海軍コマンドーとイギリス海兵隊は長年訓練基地としてバルドゥフォス基地を使用していた。これはイギリス空軍、イギリス陸軍およびイギリス海軍ヘリコプター搭乗員の寒冷地訓練の拠点として使用された。冷戦間はノルウェーの夏季の間には整備部隊とともにあって、冬季に訓練が集中していた。これらの活動は「クロックワーク」の名称が与えられた。
王立飛行訓練学校は2003年にトロンヘイム空港から移転している。

## 配置部隊
- 第139航空団
  - 第334飛行隊（艦載ヘリコプター）
  - 第337飛行隊（沿岸警備隊）
  - 第339飛行隊（輸送）
  - 空軍飛行訓練学校（サーブ MFI-15練習機を装備）